# 유종일
유종일(1958년 7월 28일~ )은 대한민국 서울대학교 경제학 학자이자 교수이다.

## 주요 경력
- 1986년 ~ 1988년 세계경제발전연구소 연구원
- 1990년 ~ 1996년 노트르담대학교, 케임브리지대학교, 일본 리츠메이칸 대학교 조교수
- 1998년 ~ 한국개발연구원 국제정책대학원 교수
- 2003년    대통령직속 동북아경제중심추진위원회 위원
- 2004년    중국 베이징대학교 초빙교수
- 2009년    미국 캘리포니아대학교 샌디에이고캠퍼스, 중국 칭화대학교 초빙교수
- 2011년    민주당 경제민주화특별위원회 위원장
- 2013년 ~ 2017년 공적자금관리위원회 민간위원
- 2017년    국회 헌법개정특별위원회 자문위원
- 2017년 ~ 2019년 주빌리은행 대표, 지식협동조합 좋은나라 이사장
- 2018년 6월 ~ 한국개발연구원 국제정책대학원 원장
- 2020년 ~ 생활방역위원회 위원

## 학력
- 하버드대학교 대학원 경제학 박사
- 서울대학교 경제학 학사

## 저서
- 2011.10.19. 박정희의 맨얼굴 8인의 학자, 박정희 경제 신화 화장을 지우다
- 2011.12.21. 경제119 한국 경제를 살리기 위한 유종일 교수의 정책 대안
- 2012.01.20. 유종일의 진보 경제학 철학, 역사 그리고 대안
- 2012.11.29. 경제민주화가 희망이다 이슈북 6, 손석춘 묻고 경제학자 유종일이 답하다
- 2013.06.28. 복지 한국 만들기 어떤 복지국가를 누가 어떻게 만들 것인가
- 2015.02.03. MB의 비용
- 2015.07.15. 피케티, 어떻게 읽을 것인가 21세기 자본과 한국 사회
- 2018.04.05. 한국 경제 4대 마약을 끊어라
- 2018.06.07. 한국 현대사와 사회경제

## 방송
- 2006년 10월 11일 ~ 2009년 4월 18일 MBC 표준FM 《손에 잡히는 경제 유종일입니다》 진행